# Подумковий обчислювач

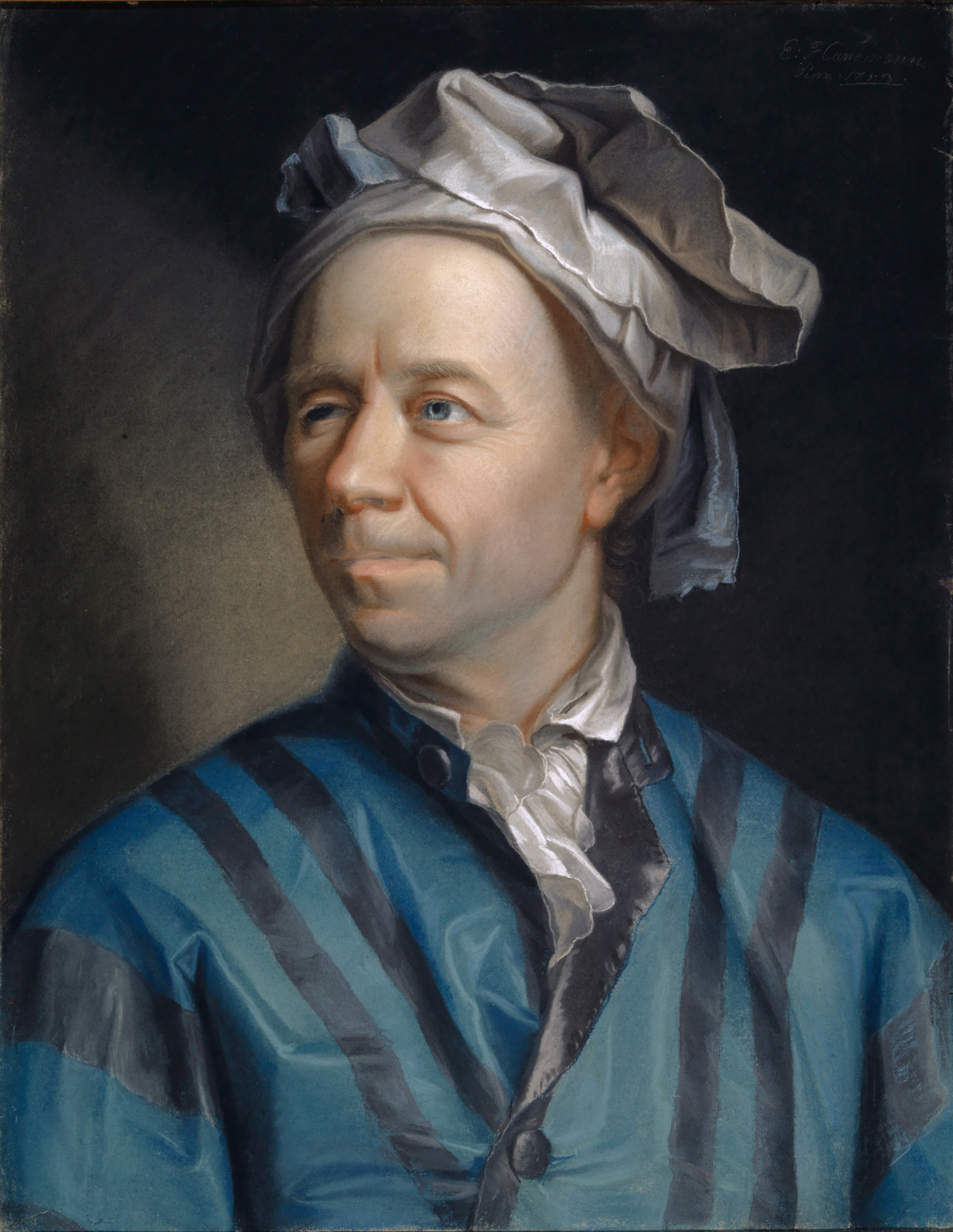
Леонард Ейлер був видатним подумковим обчислювачем

Подумко́вий обчи́слювач — людина із дивовижними здатностями в певній підгалузі усних обчислень, наприклад, множення великих чисел. Зрідка подумкові обчислювачі є савантами високомайстерними у вузькій галузі та слабким розумовим розвитком в інших напрямках, але багато є звичайними людьми, які просто розвинули в собі поліпшені можливості в лічбі. Багато хто також є досвідченими науковцями, мовознавцями, письменниками та ін.
До винайдення сучасних електронних калькуляторів і комп'ютерів, подумкові обчислювачі були дуже запитані в дослідницьких центрах таких як CERN.[джерело?]
Що два роки найкращі майстри усних обчислень запрошуються взяти участь у змаганні за Світовий кубок з усних обчислень.